# Pasirbuyut
Pasirbuyut is een bestuurslaag in het regentschap Serang van de provincie Banten, Indonesië. Pasirbuyut telt 6037 inwoners (volkstelling 2010).